# Universidad Abierta de Recoleta
Universidad Abierta de Recoleta (UAR) es una universidad popular chilena, creada por la Municipalidad de Recoleta —ciudad de Santiago de Chile— en 2018. El proyecto dicta cursos, talleres, seminarios y charlas de forma gratuita, y no otorga títulos ni grados.

## Historia
La UAR fue una de las iniciativas «populares» creadas durante la gestión del alcalde de Recoleta Daniel Jadue, tales como las farmacias populares o la librería popular. Fue oficialmente fundada el 26 de noviembre de 2018, en una ceremonia realizada en el Liceo Valentín Letelier. En esa ocasión, la iniciativa firmó un convenio de colaboración con la Universidad de Chile. Días más tarde, el Ministerio de Educación aclaró que la iniciativa no podía considerarse formalmente una universidad, por no tener como objetivo la entrega de grados profesionales y por no haberse constituido mediante los requisitos de la Ley General de Educación.
En enero de 2019 la UAR firmó un convenio de colaboración con la Universidad de Santiago de Chile. Inició su primer año académico el 10 de abril de 2019, impartiendo sus clases presenciales en los 19 colegios municipales de Recoleta. En noviembre se abrió la plataforma digital de la universidad. Durante 2019 logró impartir 319 programas presenciales, a cargo de 492 docentes y con 7 mil estudiantes, y cuatro cursos digitales a 4466 estudiantes, sumando más de 11 mil estudiantes en total.

## Orgánica
La UAR tiene cuatro órganos: el Consejo Académico y Social (consultivo), el Consejo Estratégico (resolutivo, encabezado por el alcalde de Recoleta), el Equipo Ejecutivo (directivo, administrativo y docente) y el Claustro Académico.
El Consejo Académico y Social está actualmente compuesto por:
- Faride Zerán
- José Maza
- Diamela Eltit
- Boaventura de Sousa Santos
- María Emilia Tijoux
- Ramiro Molina
- Verónica Valdivia Ortiz de Zárate
- Henry Renna
- Bárbara Figueroa
- Alejandro Goic
- Rolando Álvarez
- Marcos Barraza
- Ernesto Moreno